# Kesaco Phedo
Kesaco Phedo est un cheval de course français né le 25 mars 1998 et mort le 30 juillet 2023, élevé par Dominique Marie Touvais et appartenant à l'écurie Wildenstein. Il était entraîné par Jean-Michel Bazire.

## Naissance et élevage
Kesaco Phedo nait le 25 mars 1998 chez Pierre Touvais et sa femme Dominique, fille de Roger Baudron, éleveurs au Bourgneuf-la-Forêt, en Mayenne,. Le courtier Yves Maréchal remarque le cheval et le recommande à Philippe Allaire qui l'entraine et le fait courir sous le couleurs de Daniel Wildenstein.

## Carrière de course
Après un claquage qui s'est produit lors de la montée dans le Prix de Belgique le 13 janvier 2008 à Vincennes, Jean-Michel Bazire se voit dans l'obligation d'arrêter la carrière de son champion, deux semaines avant le Prix d'Amérique.

## Carrière au haras
Les premiers produits de Kesaco Phedo sont nés en 2006. En 2015, deux d'entre eux ont franchi la barre des 400 000 € de gains : la Suédoise Elles W. Phedo et Ave Avis, lauréat du Critérium des 5 ans. En mai 2023, sa saison de monte est arrêtée à la suite de problèmes pulmonaires. Il meurt le 30 juillet 2023 au haras de Brassé, au Grand-Lucé (Sarthe).

## Palmarès

### Attelé
- Prix d'Amérique (Gr.1, 2004)
- Grand Critérium de vitesse de la Côte d'Azur (Gr.1, 2004, 2007)
- Critérium des 3 ans (Gr.1, 2001)
- Prix Jacques-de-Vaulogé (Gr.2, 2001
- Prix Paul-Karle (Gr.2, 2002)
- Prix Gaston-Brunet (Gr.2, 2002)
- Prix de Bourgogne  (Gr.2, 2004, 2006)
- 2e Prix de France (Gr.1, 2007)
- 2e Prix de Sélection (Gr.1, 2002)
- 2e Prix de l'Atlantique (Gr.1, 2004)
- 2e Prix Guy-Le-Gonidec (Gr.2, 2002)
- 2e Prix Phaéton (Gr.2, 2002)
- 2e Prix Jean-Luc Lagardère (Gr.2, 2003)
- 2e Prix de Belgique (Gr.2, 2004)
- 3e Prix Éphrem-Houel (Gr.2, 2002)

### Monté
- Prix de Vincennes (Gr.1, 2001)
- Prix de Normandie (Gr.1, 2003)
- Prix de Basly (Gr.2, 2001)
- Prix Hémine (Gr.2, 2001)
- 2e Saint-Léger des Trotteurs (Gr.1, 2001)
- 2e Prix Pierre-Gamare (Gr.2, 2001)

## Origines
| Origines de Kesaco Phedo, mâle, bai. | Origines de Kesaco Phedo, mâle, bai. | Origines de Kesaco Phedo, mâle, bai. | Origines de Kesaco Phedo, mâle, bai. |
| ------------------------------------ | ------------------------------------ | ------------------------------------ | ------------------------------------ |
| Père Caballio In Blue                | Quadrophénio                         | Dekeel                               | Rex Grandchamp                       |
| Père Caballio In Blue                | Quadrophénio                         | Dekeel                               | Keel                                 |
| Père Caballio In Blue                | Quadrophénio                         | Halte à la Biche                     | Valiant P                            |
| Père Caballio In Blue                | Quadrophénio                         | Halte à la Biche                     | Sa Biche                             |
| Père Caballio In Blue                | Starlette Bégonia                    | Bellouet                             | Paléo                                |
| Père Caballio In Blue                | Starlette Bégonia                    | Bellouet                             | Lola de Bellouet                     |
| Père Caballio In Blue                | Starlette Bégonia                    | Ophélia Bégonia                      | Beauséjour II                        |
| Père Caballio In Blue                | Starlette Bégonia                    | Ophélia Bégonia                      | Thais Bégonia                        |
| Mère Féria de Vrie                   | Hêtre Vert                           | Sabi Pas                             | Carioca II                           |
| Mère Féria de Vrie                   | Hêtre Vert                           | Sabi Pas                             | Infante II                           |
| Mère Féria de Vrie                   | Hêtre Vert                           | Verte Campagne                       | Jamin                                |
| Mère Féria de Vrie                   | Hêtre Vert                           | Verte Campagne                       | La Ronce                             |
| Mère Féria de Vrie                   | Konchita                             | Chambon P                            | Kerjacques                           |
| Mère Féria de Vrie                   | Konchita                             | Chambon P                            | Plombière P                          |
| Mère Féria de Vrie                   | Konchita                             | Conchitana                           | Quérido II                           |
| Mère Féria de Vrie                   | Konchita                             | Conchitana                           | Ginetta                              |